# 1209
Високе Середньовіччя •  Золота доба ісламу •  Реконкіста •  Хрестові походи •  Київська Русь

## Геополітична ситуація
Візантійська імперія розпалася на кілька держав. Оттона IV короновано імператором Священної Римської імперії (до 1218). Філіп II Август править у Франції (до 1223).
Апеннінський півострів розділений: північ належить Священній Римській імперії, середню частину займає Папська область, більша частина півдня належить Сицилійському королівству. Деякі міста півночі: Венеція, Піза, Генуя тощо, мають статус міст-республік, частина з яких об'єднана Ломбардською лігою.
Південь Піренейського півострова в руках у маврів. Північну частину півострова займають християнські Кастилія, Леон (Астурія, Галісія), Наварра, Арагонське королівство (Арагон, Барселона) та Португалія. Іоанн Безземельний є королем Англії (до 1216), а королем Данії — Вальдемар II (до 1241).
У Києві княжить Рюрик Ростиславич (до 1210), у Галичі — Ростислав Рюрикович, Всеволод Велике Гніздо — у Володимирі-на-Клязмі (до 1212). Новгородська республіка та Володимиро-Суздальське князівство фактично відокремилися від Русі. У Польщі період роздробленості. На чолі королівства Угорщина стоїть Андраш II (до 1235).
В Єгипті, Сирії та Палестині править династія Аюбідів, невеликі території на Близькому Сході утримують хрестоносці. У Магрибі панують Альмохади. Сельджуки окупували Малу Азію. Хорезм став наймогутнішою державою Середньої Азії, а Делійський султанат — Північної Індії. Чингісхан розпочав свої завоювання. У Китаї співіснують держава ханців, де править династія Сун, держава чжурчженів, де править династія Цзінь, та держава тангутів Західна Ся. На півдні Індії домінує Чола. В Японії триває період Камакура.

## Події
- На галицькому престолі Ростислав Рюрикович змінив Романа Ігоровича.
- У Новгороді спалахнув бунт проти посадника Дмитра, прихильника володимиро-суздальського князя Всеволода Велике Гніздо.
- Папа римський Іннокентій III коронував Оттона IV римським імператором.
- Іннокентій III відлучив від церкви англійського короля Іоанна Безземельного за невизнання призначеного Святим Престолом архієпископа Кентерберійського.
- Французький король Філіп II Август гарантував безпеку проїзду купцям Шампанських ярмарків.
- Розпочався другий альбігойський хрестовий похід проти оголошених єретиками альбігойців півдня Франції. Хрестоносці захопли Безьє та Каркассон, влаштувавши масову розправу.
- Чингісхан завоював державу тангутів Західна Ся на північному заході Китаю.
- Засновано орден францисканців.
- Засновання Кембриджського університету.